# Calvoa integrifolia
Calvoa integrifolia är en tvåhjärtbladig växtart som beskrevs av Célestin Alfred Cogniaux. Calvoa integrifolia ingår i släktet Calvoa och familjen Melastomataceae. Inga underarter finns listade i Catalogue of Life.